# Tempio di Minerva Calcidica
Il tempio di Minerva Calcidica (in latino Minervium) era un tempio romano ubicato nel Campo Marzio a Roma, esattamente sotto all'attuale Basilica di Santa Maria sopra Minerva.

## Storia
Il piccolo tempio, dedicato alla dea Minerva, fu costruito da Gneo Pompeo Magno nel 60 a.C. circa accanto al sito successivo del tempio di Iside e fu probabilmente distrutto nell'incendio dell'80 d.C. che distrusse l'intera zona. Fu poi fatto ricostruire da Domiziano.